# ESPN NBA 2K5
《ESPN NBA 2K5》是一款由Visual Concepts公司制作、Sega Sports发行的篮球类电子游戏。本游戏于2004年9月首先发行。游戏在索尼PlayStation 2和Xbox发行。本游戏是NBA 2K系列的第6作。
《ESPN NBA 2K5》是一款篮球模拟游戏。游戏中的球员几乎都是在真实的NBA球队中效力。
根据评价网站Metacritic，游戏收到普遍赞誉的评价。